# Herongate and Ingrave
Herongate and Ingrave is een civil parish in het bestuurlijke gebied Brentwood, in het Engelse graafschap Essex. In 2001 telde het dorp 2008 inwoners.